# Фуншал
Фуншал (порт. Funchal) је шести по величини град у Португалији и главни град њене покрајине Мадеира. Фуншал је највећи град дате покрајине и острва, где чини једну од општина.
Фуншал је привредно, управно и културно средиште Мадеире. То је и један од најбогатијих градова у Португалији. У Фуншалу се налази Универзитет Мадеира, једини универзитет на острву.

## Порекло назива
Име града у слободном преводу са португалског значи „пуно копра, мирођије“, јер је ова биљка била честа на простору где је град настао.

## Географија
Град Фуншал се налази на Мадеири, у западном делу Атлантског океана. Од главног града Лисабона град је удаљен око 960 километара југозападно.
Рељеф: Фуншал је смештен на острву Мадеира, које је изразито. И поред тога, климатски услови су изванредни, па је острво добро насељено. Град се сместио на јужној обали, око најбоље природне луке на острву. Средишњи део града је уз обалу, али се ободна насеља издижу и до 250 m надморске висине. Највиша предграђа иду и до 600 m.
Клима: Клима у Фуншалу је изразита средоземна са елементима тропске. Зиме су изразито благе, а лета топла.
Воде: Град Фуншал се развио ка прекоморска лука на Атлантском океану. Острвски водотоци су мање значајни.

## Историја
Португалски морепловци открили су место данашњег Фуншала 1419. године, да би се већ 1424. године ту образовало насеље. Како је на обала код Фуиншала била погодна за образовање луке, а позађе насеља долинско и повољно за земљорадњу, Фуншал се већ за неколико деценија наметнуо као главно насеље на Мадеири. Коначно, 1508. године. Фуншал је добио градска права, постајући тиме главни град Мадеире.
Током 16. века, град је био важна лука у трговини Европе са својим прекоокеанским поседима у Африци и Америци. У то доба највише се трговало шећером и вином домаће производње. Од средине 19. века, Фуншал се наметнуо место за одмор и климатско лечење европске елите и племства.

## Становништво
| 1960.  | 1981.   | 1991.   | 2001.   | 2011.   |
| ------ | ------- | ------- | ------- | ------- |
| 98.113 | 112.746 | 115.403 | 103.961 | 111.892 |

По последњих проценама из 2011. године општина Фуншал има око 112 хиљада становника, од чега око 45 хиљада живи на ужем градском подручју. Шире градско подручје има око 150.000 становника или око 60% становника Мадеире. 
Последњих деценија број становника у граду расте.

## Личности
Позната личност из Фуншала је португалски фудбалер Кристијано Роналдо. 

## Партнерски градови
- Кејптаун
- Праја
- Мауи
- Гибралтар
- Ливингстон
- Илхаво
- Оукланд
- Њу Бедфорд
- Херцлија
- Сент Хелијер
- Лајхлинген
- Сантос
- Сао Пауло
- Мариквил
- Фримантл
- Парла
- Округ Хонолулу

## Галерија
- Саборна црква Фуншала
- Винарија у Фуншалу
- Градска кућа
- Пешачка зона у Фуншалу
- Градски парк
- Градска марина
- Казино
- Пијаца у Фуншалу